# Виње (Терни)
Виње је насеље у Италији у округу Терни, региону Умбрија.
Према процени из 2011. у насељу је живело 329 становника. Насеље се налази на надморској висини од 275 м.